# دی‌ساگانا دیوپ
دی‌ساگانا دیوپ (انگلیسی: DeSagana Diop؛ زادهٔ ۳۰ ژانویهٔ ۱۹۸۲) بازیکن بسکتبال اهل سنگال است.
از باشگاه‌هایی که در آن بازی کرده‌است می‌توان به شارلوت هورنتس، دالاس ماوریکس، و بروکلین نتس اشاره کرد.